# Ronnie Montrose
Ronnie Montrose (Denver, Colorado, 29 de novembro de 1947 - 03 de março de 2012) foi um guitarrista norte-americano, mais conhecido como líder da banda Montrose. O primeiro álbum desta banda foi frequentemente citado como "a resposta dos EUA para o Led Zeppelin" e Ronnie Montrose foi muitas vezes referido como um dos guitarristas mais influentes do hard rock americano.

## Carreira

### Ínicio
Ronnie nasceu em 29 de novembro de 1947 em Denver, Colorado. Ele começou a tocar guitarra aos 17 anos, mas inicialmente ele teve que pegar emprestado, já que, na época, ele não tinha dinheiro para comprar uma. Ronnie foi fortemente influenciado por bandas de rock dos anos 60, como os Yardbirds, Jeff Beck, Cream e Jimi Hendrix.
No início dos anos 70, Ronnie deixou o Colorado para se mudar para a Califórnia, onde fez sua estréia na cena musical como músico de sessão de vários artistas importantes, como Boz Scaggs, Herbie Hancock (no álbum Mwandishi, de 1970), Van Morrison (nos álbuns Tupelo Honey, de 1971, e Saint Dominic's Preview, de 1972), e Edgar Winter, com quem gravou They Only Come Out at Night, de 1972, do qual o single "Frankenstein " e "Free Ride" foram extraídos. Esta última peça foi caracterizada por sua excepcional intervenção solo e rítmica, alternada com a presença de Rick Derringer, um antigo colega de Winter. Montrose provou ser um grande artista ao vivo, muitas vezes interagindo com o Winter durante as apresentações. Ronnie, porém, queria mais espaço no grupo, então ele decidiu abandonar o grupo para começar um projeto pessoal.

### Montrose
Foi assim que iniciava-se a banda Montrose, que começou a ganhar vida no outono de 1973 em San Francisco. O line-up original consistia em seus companheiros de sessão, Bill Church (baixo), Denny Carmassi (bateria) e o talentoso cantor californiano Sammy Hagar. Depois de concluir um contrato com a gravadora Warner Bros., o Montrose fez sua estréia em gravações em novembro daquele ano, com o álbum homônimo Montrose, produzido por Ted Templeman. Este disco foi mais tarde reconhecido como um dos melhores álbuns de hard rock / heavy metal dos anos 70. Menos de um ano após sua estréia, o segundo capítulo se seguiu, Paper Money. No entanto, este álbum acabou por ser surpreendentemente mal sucedido, não conseguindo repetir o sucesso do seu antecessor. Devido a esse fracasso, surgiram tensões entre Ronnie Montrose e Sammy Hagar, o que logo levou a que este deixasse o grupo após a turnê do disco por decisão do guitarrista. Após sua saída, Hagar embarcou em uma carreira solo, e Ronnie ligou para Bob James e seu novo tecladista Jim Alcivar, com quem ele lançou o terceiro álbum Warner Brothers Presents Montrose!, em 1975. Este trabalho também foi um fracasso, e após o subsequente Jump on It (1976), o grupo anunciou oficialmente a dissolução em 1978 .

### Carreira solo
Foi ainda durante o ano de 1975 que Ronnie gravou seu primeiro álbum solo, totalmente instrumental, intitulado Open Fire, que foi produzido por Edgar Winter, no qual a variedade de influências e arranjos se destacam. Sua carreira solo, no entanto, sempre será caracterizada por um ecletismo musical, que vai do hard rock ao jazz fusion.

### Gamma
Em 1976 o guitarrista fundou uma nova banda, Gamma. A formação original consistia no cantor escocês Davey Pattison, no baterista Skip Gilette, juntamente com os antigos membros do Montrose, Alan Fitzgerald (baixo) e Jim Alcivar.(teclados), que gravou o primeiro álbum deste grupo, em 1979, intitulado Gamma 1. No ano seguinte seguiu-se o Gamma 2, com uma turn~e nos Estados Unidos e na Europa. O terceiro álbum, Gamma 3, arrastado pelos singles " No Destination " e acima de tudo "Right the First Time", explorou mais territórios melódicos com os teclados em destaque. Essas novas direções não foram unânimes, e assim que o registro entrou nas paradas americanas, Carmassi deixou o grupo para entrou para o Heart. Uma turnê de apoio aos estrangeiros na Europa foi planejada, mas o líder prenunciou a dissolução: Montrose decidiu abandonar tudo de repente no meio da turnê, da banda para a gravadora. Essa escolha foi causada pelas pressões irritantes de sua gravadora, que insistiu em liberar um hit.

### Retorno doMontrose
Em 1987, Ronnie anunciou a reunião do Montrose, com uma formação completamente revolucionada, composta pelo cantor Johnny Edwards (ex Buster Brown), o baixista Glenn Letsch (vindo da Gamma) e o baterista James Kottak . O novo Montrose lançou um álbum intitulado Mean [8] para a Enigma Records, antes de derreter.
Em 1997, a rusga entre Ronnie e Hagar foi definitivamente enterrada, quando o Montrose, composto por Ronnie, Bill Church e Denny Carmassi, se reuniu com Sammy Hagar para as gravações da música "Leaving The Warmth of the Womb", que foi incluído no disco solo de Hagar, "Marching to Mars".
No início de 2002, Ronnie Montrose ressuscitou Montrose novamente com uma nova formação composta pelo baixista Chuck Wright (ex- Quiet Riot , House of Lords ), o baterista Pat Torpey (ex- Impellitteri , Mr. Big ) e o vocalista Keith St. John, de Burning Rain.

### Outros Trabalhos
Ronnie também ocasionalmente se dedicou à atividade de produtor de alguns grupos emergentes de heavy metal: nos primeiros anos da década de 1980, ele produziu algumas faixas do Jeff Watson Band, um projeto liderado pelo futuro guitarrista do Night Ranger, Jeff Watson; por volta de 1984 ele produziu algumas das primeiras demos de Tesla antes de se estabelecerem na cena musical; em 1986 co-produziu a estréia do Leão intitulada Power Love; enquanto no ano seguinte ele apareceu como produtor para o primeiro álbum do Heathen, Breaking the Silence.

## Falecimento
Em 3 de março de 2012, aos 64 anos, Ronnie Montrose tirou a própria vida com um tiro. A princípo, sua morte tinha sido noticiada como sendo por conta de um câncer de próstata. Porém, o escritório do legista do Condado de San Mateo emitiu um relatório em 6 de abril, que confirmou que o guitarrista morreu de "ferida auto-infligida com um tiro". Montrose não deixou uma nota de despedida.
Montrose teve uma vida difícil, o que o levou a ser muito autocrítico e que pode ter contribuído para seu alcoolismo a longo prazo. O exame toxicológico relatou um nível de álcool no sangue de 0,31% (quatro vezes o limite legal para dirigir na Califórnia) no momento da morte. No início de 2012, a morte de seu tio e de sua cachorra Lola contribuíram para a depressão. Na manhã de 3 de março de 2012, às 11h01min, uma série de mensagens de texto com sua esposa Leighsa precedeu o suicídio: "... eu tenho um 38 em minha mão e estou pronto para ir." (...) "Eu sinto muito. Ainda tenho uma arma na mão. Eu vou fazer essa viagem. Eu te amo muito." Neste ponto, Leighsa chamou Ronnie e pediu-lhe para ir a sua casa. Leighsa não esperou e decidiu ir para a casa de Ronnie, mas naquele momento ela notou outro texto em seu celular. "Eu não posso. Eu tenho uma arma na minha cabeça." Leighsa correu para a casa de Ronnie com a mãe e juntos encontraram Ronnie Montrose morto em sua sala de estar. Ele foi declarado morto pelo legista ao meio-dia. Ronnie morava na Bay Area, na Califórnia, e deixou dois filhos, Jesse e Kira.

## Discografia

### Solo
- 1978 - Open Fire
- 1986 - Territory
- 1988 - The Speed of Sound
- 1990 - The Diva Station
- 1991 - Mutatis Mutandis
- 1994 - Music from Here
- 1996 - Mr. Bones (trilha-sonora do jogo-eletrônico homônimo)
- 1999 - Roll Over and Play Live
- 1999 - Bearings
- 2017 - 10x10

### com abanda Montrose
- 1973 - Montrose
- 1974 - Paper Money
- 1975 - Warner Brothers Presents Montrose!
- 1976 - Jump on It
- 1987 - Mean
- 2000 - The Very Best of Montrose

### com a banda Gamma
- 1979 - Gamma 1
- 1980 - Gamma 2
- 1982 - Gamma 3
- 1992 - The Best of Gamma
- 2000 - Gamma 4

### como músico de sessão
- Herbie Hancock – Mwandishi (1971) "Ostinato (Suite for Angela)"
- Victoria (Domalgoski) – Victoria (1971) "Song About the Sun", "We've Got Ways to Keep High" with Herbie Hancock
- Beaver & Krause – Gandharva (1971) "Saga of the Blue Beaver"
- Van Morrison – Tupelo Honey (1971)
- Van Morrison – The Philosopher's Stone (1971) "Ordinary People" & "Wonderful Remark" [compilation released 1999]
- Kendall Kardt – Buddy Bolden (unreleased solo LP 1971) "Buddy Bolden" & "Black Train"  with Jerry Garcia
- Boz Scaggs – Unreleased Muscle Shoals tapes (1971)
- Sawbuck – Sawbuck (1972) "Believe" and "Lovin' Man"
- Van Morrison – Saint Dominic's Preview (1972) "Listen to the Lion" - recorded 1971 during Tupelo Honey sessions
- Edgar Winter Group – They Only Come Out at Night (1972)
- Kathi McDonald – Insane Asylum (1973) "(Love Is Like a) Heat Wave", "Heartbreak Hotel" & "If You Need Me"
- Gary Wright – The Dream Weaver (1975) "Power of Love"
- The Beau Brummels – The Beau Brummels (1975) "Down to the Bottom"
- Dan Hartman – Images (1976) "The Party's in the Back Room" & "High Sign"
- Hoodoo Rhythm Devils – Safe in Their Homes (1976) "Safe in Their Homes" & "Teach Your Daughter"
- Tony Williams – The Joy of Flying (1978) "Open Fire"
- Nicolette Larson – In the Nick of Time (1979) "Just in the Nick of Time"
- Lauren Wood – Lauren Wood (1979) "Dirty Work" (Steely Dan cover)
- Earth Quake – Ten Years in a Padded Cell (1979) "Trouble"
- Jamie Sheriff – No Heroes (1980) "Soldier"
- Paul Kantner – Planet Earth Rock and Roll Orchestra (1983) "(She Is a) Telepath"
- The Neville Brothers – Uptown (1987) "Whatever It Takes"
- Various Artists – Guitar Speak (1988) "Blood Alley 152"
- Heist – High Heel Heaven (1989) "She Needs Love", "Tighter"
- Various Artists – Born to Ski soundtrack (1991) "Born to Ski"
- Marc Bonilla – EE Ticket (1991) "Razorback"
- Marc Bonilla – American Matador (1993) "I Am the Walrus" (instrumental cover)
- Anti-M – Positively Negative (1995) "Security", "Television", "Lonely" and "Iniki"
- Glenn Hughes – Addiction (1996) "Justified Man"
- Edgar Winter – The Real Deal (1996) "Eye of the Storm"
- Sammy Hagar – Marching to Mars (1997) "Leaving the Warmth of the Womb"
- CJ Hutchins – Out of These Hands (1998) "Cannonball" (bass), "Cross-Leg", "Rock Me to Sleep", "Out of These Hands", "What Went Wrong" (bass) & "Circus Song"
- David Culiner – Implode (1999) "Human Shield"
- Jerry Jennings – Shortcut to the Center (1999) [Released in 2005] "Observation" (acoustic), "One Blue Lady" (lead)
- Bruce Turgon – Outside Looking in (2005) "Outside Looking in"
- Various Artists – The Songs of Pink Floyd (2002) & Back Against the Wall (2005) "Another Brick in the Wall (Pt. 2)"
- Various Artists – Secondhand Smoke – A Tribute to Frank Marino (2005) "Try for Freedom"
- Kevin Crider – Signatures (2006) "Stratosphere"

### como Produtor
- Mitchell Froom – Key of Cool (1984)
- Jeff Berlin / Vox Humana – Champion (1985) background vocals
- Wrath – Nothing to Fear (1987)
- Heathen – Breaking the Silence (1987)
- CJ Hutchins – Out of These Hands (1998) guitar, bass
- Jerry Jennings – Shortcut to the Center (1999) [Released in 2005]
- Y&T – Unearthed, Vol. 2 (2005) composer

1. ↑  «Never Forget... Ronnie Montrose Remembered 1947-2012 - National Rock Review». Nationalrockreview.com. Consultado em 20 de novembro de 2017
2. ↑  «Concert Tribute For Rock Guitar Legend RONNIE MONTROSE Heading To DVD». Blabbermouth.net. 24 de outubro de 2013. Consultado em 20 de novembro de 2017
3. ↑  
«Ronnie Montrose: The 'most fiery' guitar player -- Sammy Hagar». The L.A. Times. 5 de março de 2012. Consultado em 8 de julho de 2014
4. ↑  
«Ronnie Montrose Death Ruled a Suicide». Guitar Player. 15 de novembro de 2017. Consultado em 10 de abril de 2012